# Acalypha septemloba
Acalypha septemloba é uma espécie de flor do gênero Acalypha, pertencente à família Euphorbiaceae.